# Mount Samaria Park
Mount Samaria Park är en park i Australien. Den ligger i kommunen Benalla och delstaten Victoria, omkring 140 kilometer nordost om delstatshuvudstaden Melbourne. Mount Samaria Park ligger 569 meter över havet.
Runt Mount Samaria Park är det mycket glesbefolkat, med 2 invånare per kvadratkilometer.. 
Trakten runt Mount Samaria Park består till största delen av jordbruksmark. Genomsnittlig årsnederbörd är 1 295 millimeter. Den regnigaste månaden är juli, med i genomsnitt 158 mm nederbörd, och den torraste är november, med 58 mm nederbörd.